# Yua
Yua — рід рослин з родини виноградові (Vitaceae).

## Поширення
Рід є ендемічним для Тайваню, Непалу, В'єтнаму, Ассам (Індія), Бутану та південно-центрального Китаю.

## Опис
Дерев'яниста ліана. Вусики 2-роздільні. Листя пальчасто-п'ятилистяне. Чашолисток чашкоподібний. Пелюсток 5, зв'язані у бутоні. Тичонок зазвичай 5. Диск непомітний. Ягода куляста, кисло-солодка на смак. Насіння плоске, грушоподібне, основа ростратна, верхівка ретузна, черевні отвори борознисті вгору на 2/3 від основи, поперечний переріз ендосперму М-подібний. Кількість хромосом 2n = 40.